# Mesosa obscuricornis
Mesosa obscuricornis là một loài bọ cánh cứng trong họ Cerambycidae.